# Guillermo Divito
Guillermo Divito (1914-1969) est un dessinateur (auteur de bande dessinée, illustrateur, dessinateur humoristique) et éditeur argentin. Il est notamment célèbre pour avoir fondé en 1944 l'hebdomadaire Rico Tipo (en).